# ابرزنت
ابرزنت (به آلمانی: Oberzent) یک منطقهٔ مسکونی در آلمان است که در اودنوالدکرایس واقع شده‌است. ابرزنت ۱۰٬۲۲۲ نفر جمعیت دارد.